# Цыбульс, Юрс
Юрс Цы́бульс (латг. Jurs Cybuļs, латыш. Juris Cibulis (Cibuļs); 6 декабря 1951, с. Рекова, Абренский район, ЛатвССР, СССР) — латгальский народный деятель, публицист, языковед, журналист, переводчик, борец за права латгальского языка и культуры.

## Биография
Родился 6 декабря 1951 г. в селе Рекова Абренского района (сейчас Вилякский край) в семье колхозников. В 1959—1963 гг. учился в Эргльской начальной школе Балвского района, в 1963—1970 — в Рековской СШ, в 1975 году окончил факультет Иностранных языков Латвийского государственного университета по специальности филолог, преподаватель английского языка и литературы. Также в аспирантуре ЛГУ изучал историю и теорию педагогики. С 1975 по 1989 гг. был учителем английского языка в Тилжской средней школе и Тилжском интернате Балвского района.
В 1978 году принят в Национальное географическое общество США.
В 1985—1990 гг. был постоянным корреспондентом Skolotāju Avīze («Учительская газета»).
С 1988 году, во время Атмоды (Третьего пробуждения), Ю. Цыбульс занимался политической деятельностью, в 1989—1990 гг. был председателем отделения Народного фронта Латвии Балвского района, с 1989 по 1992 гг. — депутат Совета народных депутатов Балвского района.
В 1990 году избран делегатом Гражданского конгресса Латвийской Республики, в 1989—1991 гг. был членом ЛСДРП, в 1990 г. избран депутатом Верховного Совета ЛатССР.
Работал в Комиссии иностранных дел, позже в Комиссии по народному образованию, науке и культуре, а также в Латгальской рабочей группе. С 1994 года был старшим референтом в Отделе внешних связей и прессы, потом заместителем начальника Отдела внешних связей Управления по натурализации ЛР.
Работал в Центре Терминологии и перевода редактором Отдела переводов документов Европейского Союза и редактором Отдела переводов документов НАТО.
В 1995 году принят в общество Maledicta (Общество мировой вербальной агрессии) и Amici Linguarum («Друзья языков»)
Вместе с Лидией Лейкумой написал латгальский букварь (1992) и учебник грамматики латгальского языка Vasals! (2003). Коллекционирует буквари разных языков мира.
Ю. Цыбульс опубликовал более чем 400 статей в периодике и сборниках на латгальском, латышском, русском, английском, датском и французском языках, в том числе много статей о правах латгальского языка. Существенны заслуги Юра Цыбульса в повышении статуса латгальского языка в Латвии.
В 2000 году Юрс Цыбульс награждён Орденом Трёх звёзд III степени, а также памятным значком участника баррикад 1991 года.

## Коллекция букварей
Юрс Цыбульс собрал около 8400 букварей из 216 стран и регионов на 1039 языках и диалектах. Коллекция Цыбульса 170 раз выставлялась в музеях, школах, библиотеках, клубах Латвии, а также в 1987 году в Москве на Всесоюзной выставке достижений народного хозяйства, где коллекция была награждена серебряной медалью. В 2006 году коллекция выставлялась в Салониках (Греция), в 2011 году в Пскове (Россия), в 2012 году в Орше и Гродно (Белоруссия).

В 2011 году был признан победителем Всемирного фестиваля русского языка и в этом качестве получил путевку в один из пяти самых любимых им городов мира — Санкт-Петербург. 
«Для каждого человека самым красивым является его родной язык. Изучение родного языка в раннем детстве — это решающий фактор, чтобы человек осознавал свои корни. Я считаю, что все дети должны обучаться на своем родном языке, несмотря на то, какой статус этот язык имеет в определённый исторический момент — государственный язык или диалект, говор». Юрс Цыбульс.

## Сотрудничество с КГБ
20 декабря 2018 года Национальный архив Латвии опубликовал часть ранее засекреченных документов КГБ Латвийской ССР. В числе агентов КГБ значится преподаватель Тылжской ср. школы Цибулис Юрис Брониславович, завербованный 5 мая 1978 года сотрудником Балвского райотделения. Оперативный псевдоним публициста был «Ингрид». На момент публикации в документах архива не раскрывались обстоятельства вербовки и степень реального сотрудничества со спецслужбой.